# NCIS: Los Angeles
NCIS: Los Angeles là một bộ phim truyền hình hành động của Mỹ kết hợp các yếu tố của bộ phim quân sự và thể loại thủ tục cảnh sát, được công chiếu trên CBS vào ngày 22 tháng 9 năm 2009, và các ngôi sao Chris O'Donnell và LL Cool J. Bộ phim theo dõi sự khai thác của Los Angeles Văn phòng các dự án đặc biệt (OSP), một bộ phận ưu tú của Dịch vụ điều tra tội phạm hải quân chuyên về các nhiệm vụ bí mật. NCIS: Los Angeles là phiên bản đầu tiên của loạt NCIS thành công. Nia Long tham gia đoàn phim với vai Shay Mosley cho mùa thứ chín sau cái chết của Miguel Ferrer. Vào ngày 18 tháng 4 năm 2018, CBS đã gia hạn loạt phim cho mùa thứ mười, được công chiếu vào ngày 30 tháng 9 năm 2018. Vào ngày 22 tháng 4 năm 2019, CBS đã gia hạn loạt phim cho mùa thứ mười một dự kiến ra mắt vào ngày 29 tháng 9 năm 2019.

## Tiền đề
NCIS: Los Angeles theo đặc vụ G. Callen (Chris O'Donnell), một "huyền thoại" được giao cho Văn phòng các dự án đặc biệt (OSP), một chi nhánh hư cấu của Dịch vụ điều tra tội phạm hải quân (NCIS ngoài đời thực không có văn phòng ở Los Angeles). Callen lãnh đạo một nhóm các thành viên hoạt động bí mật khi họ chiến đấu với kẻ thù cả nước ngoài và trong nước dưới con mắt cảnh giác của Giám đốc điều hành Henrietta "Hetty" Lange (Linda Hunt). Nhóm nghiên cứu gồm có đặc vụ Zacki Blye (Daniela Ruah), một chuyên gia chiến đấu tay đôi và chuyên gia pháp y, Sam Hanna (LL Cool J), cựu đối tác của Navy SEAL và G, nhà phân tích kỹ thuật Eric Bartholomew Beale III (Barrett Foa) và thành viên nhóm xếp hạng Shay Mosley (Nia Long), Trợ lý giám đốc điều hành NCIS cho các hoạt động ở Thái Bình Dương (EAD-PAC).
Trong suốt quá trình thực hiện, nhóm này được hỗ trợ bởi các đồng minh từ cả NCIS và các đối tác địa phương, bao gồm sĩ quan liên lạc LAPD Marty Deek (Eric Christian Olsen), Nhà phân tích tình báo Nell Jones (Renee Felice Smith), Nhà tâm lý học hoạt động Nate Getz (Peter Cambor), và đại lý tân binh Dominic Vail (Adam Jamal Craig), tất cả đều làm việc cùng với Trợ lý Giám đốc NCIS Owen Granger (Miguel Ferrer), một đặc vụ laconic và quan chức lành nghề.

## Diễn viên

### Diễn viên chính
- G. Callen (Chris O'Donnell) (tên khai sinh Grisha Aleksandrovich Nikolaev) là Đại lý đặc biệt cấp cao và là nhân viên bí mật trực thuộc Văn phòng các dự án đặc biệt của NCIS. Anh nói một số ngôn ngữ trôi chảy, bao gồm tiếng Nga, tiếng Đức và tiếng Pháp. Callen là một đại lý lĩnh vực có tay nghề cao, đã làm việc nhiều nhiệm vụ bí mật ở nước ngoài. Được đặt trong hệ thống nuôi dưỡng từ nhỏ, G. không biết tên của mình mà cuối cùng cũng biết về gia đình và đến lượt mình. Vì G. sống một phần của bản chất du mục, Los Angeles là ngôi nhà ổn định nhất của G. Anh hợp tác với Sam Hanna.
- Nate Getz (Peter Cambor) là một nhà tâm lý học hoạt động ban đầu gắn liền với OSP để theo dõi tình trạng hạnh phúc của đội. Được coi là cả một đại lý và một bác sĩ, Getz sau đó được phác thảo thành một hoạt động bao trùm sâu và sau đó trở thành một đại lý lĩnh vực được thiết lập tốt. Mặc dù thay đổi nghề nghiệp, Getz vẫn quay trở lại Los Angeles khi cần thiết (mùa 1; mùa 2 đến 8 định kỳ).
- Zacki Blye (Daniela Ruah) là con gái của một lính thủy và, ban đầu, nữ đặc vụ duy nhất gắn liền với OSP. Cha cô mất khi còn rất trẻ, sau đó, Zacki dành thời gian sống trên đường phố. Bị ghẻ lạnh từ mẹ, Zacki là một tay súng ngầm và tay bắn tỉa lành nghề, người không ngại sử dụng khả năng tình dục của mình để có kết quả. Cô đã kết hôn với người bạn đời Marty Deek.
- Dominic Vail (Adam Jamal Craig) là một nhân viên tập sự và một chuyên gia kỹ thuật được giao cho OSP rời khỏi đào tạo. Anh ta hợp tác với Zacki và được xem như một người em với các thành viên khác trong đội; NCIS Los Angeles bị tàn phá khi, sau một thời gian là một người mất tích, Dom bị giết trong nhiệm vụ giải cứu của chính mình khi anh ta cứu Sam khỏi một kẻ tấn công vô hình (mùa 1).
- Sam Hanna (LL Cool J) là đối tác cao cấp của G và đối tác của G. Sam có cuộc sống gia đình ổn định nhất của đội khi anh ấy kết hôn với trẻ em. Anh gặp vợ trong công việc và vẫn sống vì sự hồi hộp của công việc bí mật. Ông là cựu lính Hải quân SEAL, một chuyên gia về văn hóa Trung Đông, và nói tiếng Ả Rập trôi chảy, và như vậy, ông không chỉ cung cấp cái nhìn sâu sắc vô giá về các vụ án liên quan đến USMC và USN, mà còn về các vụ án liên quan đến sắc tộc.
- Henrietta "Hetty" Lange (Linda Hunt) là một đặc vụ giám sát và Giám đốc điều hành của nhóm. Là một nhân viên bí mật kỳ cựu, Hetty đã đạt được số tiền không thể tin được trong suốt cuộc đời mình, với công việc xuất sắc là một sĩ quan tình báo hải ngoại trong Chiến tranh Lạnh. Trong những năm còn trẻ, cô đã nhận một số trẻ mồ côi (bao gồm cả Callen và Hunter) từ các đường phố để đưa chúng vào các hoạt động bí mật.
- Eric Beale (Barrett Foa) là Nhà điều hành kỹ thuật và chuyên viên thường trú của đội. Anh ta không phải là một nhân viên bí mật như các đồng đội của mình và như vậy không phải là vũ khí được đào tạo. Beale cực kỳ thoải mái trong OSP trước sự chán nản của những người đồng đội của anh ta, những người thường trở nên khó chịu bởi những điều kỳ quặc của anh ta như rời khỏi ván lướt của anh ta bằng ô tô của họ. Anh ta hợp tác và kết bạn với Nell (mùa 1 trở đi; mùa 1 định kỳ).
- Marty Deek (Eric Christian Olsen) là một thám tử kỳ cựu của Sở cảnh sát Los Angeles, người làm việc bí mật và bị lưu đày trong xã hội trong LAPD. Deek cũng là một luật sư giàu kinh nghiệm tại pháp luật từng làm Bảo vệ Công cộng tại Tòa án Hình sự Los Angeles trước khi gia nhập LAPD. Sau khi anh được Hetty chọn làm Nhân viên Liên lạc của LAPD cho NCIS, rõ ràng kế hoạch của cô là để Deek trở thành Đặc vụ. Anh ấy đã không có tuổi thơ dễ dàng nhất và làm chệch hướng rất nhiều bằng cách sử dụng sự hài hước. Anh ta đã hợp tác và kết hôn với, Zacki (phần 2 trở đi; phần 1 định kỳ).
- Nell Jones (Renée Felice Smith) là một đặc vụ đóng vai trò là nhà phân tích tình báo của đội. Cô ấy thoải mái bên ngoài văn phòng như trong đó, và có vẻ như Hetty đang chải chuốt cô ấy như một người thay thế. Jones là một chuyên gia lĩnh vực có khả năng cao và chuyên gia vũ khí cực kỳ lành nghề. Cô ấy có IQ cao nhất trong số những người ở NCIS. Cô được hợp tác và kết bạn với Eric (phần 2 trở đi; phần 2 định kỳ).
- Owen Granger (Miguel Ferrer) là Trợ lý Giám đốc của NCIS. Anh ta là liên kết của nhóm với Washington, và trong khi anh ta thường được nhìn thấy ở loggerhead với cấp dưới của mình, anh ta không nghi ngờ gì có một mong muốn lớn để giữ an toàn cho họ. Không giống như các quản trị viên khác, anh không ngại đi cùng nhóm vào lĩnh vực này. Granger đã dành nhiều năm ở nước ngoài như một đại lý hiện trường cho nhiều nhiệm vụ nguy hiểm trước khi trở thành quản trị viên. Anh ấy là một người bạn lâu năm và đôi khi là đối thủ của Hetty. Lần xuất hiện cuối cùng của Miguel Ferrer trong vai Owen Granger là trong phần 8 "Hoàn vốn" của phần 8, được phát sóng vào ngày 19 tháng 2 năm 2017 (phần 5 đến 8; phần 3 đến 4 định kỳ).
- Shay Mosely (Nia Long) là cựu nhân viên Mật vụ, trở thành Trợ lý Giám đốc Điều hành NCIS cho Hoạt động Thái Bình Dương (EAD-PAC) (mùa 9 đến 10).

### Diễn viên khách mời
- Indira G. Wilson/Aunjanue Ellis trong vai Michelle Hanna hay còn gọi là "Quinn" (phần 3 đến 8): Vợ của Sam Hanna, Michelle là một cựu nhân viên CIA chuyên sâu. Vào cuối mùa thứ tám, Michelle bị Tahir Khaled bắt cóc và sát hại trong một cuộc trả thù chống lại Sam.
- Rocky Carroll trong vai Leon Vance, Giám đốc NCIS (mùa 1 đến 3, 6): Ban đầu, ông đã dành một khoảng thời gian lớn để "mở văn phòng LA mới và vận hành", nhưng vẫn quay trở lại để đảm bảo an toàn cho các đại lý của mình. Carroll cũng xuất hiện trên cả NCIS (như thường lệ) và NCIS: New Orleans. Anh xuất hiện lần thứ bảy trong "Hunted". Vance xuất hiện trong đêm chung kết mùa hai và mùa ba. Anh ấy xuất hiện lần thứ mười trong mùa thứ sáu.
- Brian Avers trong vai Mike Renko, một nhân viên trực thuộc văn phòng vệ tinh Los Angeles của NCIS (mùa 1, 3): Anh ấy thường làm việc với OSP. Một nhân viên bí mật, Renko sau đó đã báo cáo trực tiếp với Owen Granger. Nhóm nghiên cứu rất thích anh ta, vì vậy thật bất ngờ khi anh ta bị bắn chết trong một chiến dịch trở nên tồi tệ trong một cuộc tấn công trả thù.
- Kathleen Rose Perkins trong vai Rose Schwartz, một giám khảo y tế của Hạt Los Angeles (mùa 1 đến 4): Cô thường hỗ trợ nhóm nghiên cứu về các cuộc điều tra của họ. Cô ấy cực kỳ kỳ quặc và phát triển mối quan hệ với Nate Getz, thể hiện sự quan tâm lãng mạn lớn đối với nhà tâm lý học.
- Ronald Auguste trong vai Moe Dusa, một người đàn ông mà Sam lần đầu tiên tiếp xúc với Sudan (mùa 1 đến 2): Một "anh trai" với Sam, thuộc loại nào đó, anh ta gia nhập một nhóm khủng bố và hỗ trợ trong vụ bắt cóc Dom. Phát triển lương tâm, Moe hỗ trợ trốn thoát của Dom. Anh ta sau đó được các đặc vụ NCIS phát hiện đã chết.
- Vyto Ruginis trong vai Arkady Kolcheck, một nghệ sĩ người Nga đã nghỉ hưu (hiện tại là mùa 1): Anh là bạn của Callen. Anh ta coi mình là người hỗ trợ tuyệt vời cho đội NCIS nhưng thường mang đến rắc rối trong sự trỗi dậy của anh ta. Anh ta có một cô con gái, Anastasia, người mà anh ta không biết rõ lắm.
- Claire Forlani trong vai Lauren Hunter, Giám đốc điều hành NCIS và SSA (mùa 2 đến 3): Được Hetty đảm nhiệm khi còn là thiếu niên, Lauren sau đó trở thành đặc vụ NCIS và thành công với Hetty trong một thời gian ngắn với tư cách là Đặc vụ phụ trách OSP. Ban đầu nghịch cảnh, nhóm sau đó hâm nóng Hunter. Cô được chỉ định lại sau khi Lange trở về nhưng sau đó bị Chameleon bắt cóc và sát hại. Cái chết của cô có ảnh hưởng lâu dài đến Lange.
- Christopher Lambert trong vai Marcel Janvier, một kẻ giết người hàng loạt và chủ mưu của tội phạm (phần 3 đến 5): Khi Marcel đang thực hiện các giao dịch kinh doanh, modus operandi của anh ta là để mua vật tư cho chủ nhân của mình và sau đó sắp xếp thả hàng hóa. Anh là nhân vật phản diện chính của Callen trong mùa thứ ba của chương trình và chịu trách nhiệm cho cái chết của Hunter và Renko.
- Scott Grimes trong vai Dave Flynn, Đặc vụ NCIS (mùa 4, 8): Ban đầu, một chuyên gia pháp y NCIS được chỉ định cho phản ứng nhanh ưu tú NCIS: Đội đỏ đóng quân ở San Diego, sau đó Dave chuyển đến NCIS: Cyber nơi anh tái xuất - làm chuyên gia phân tích tình báo cấp cao.
- Erik Palladino trong vai Vostanik Sabatino, một đặc vụ CIA (mùa 4 đến 5, 7 đến 8, 10): Anh ta bị bắt bởi đội trong khi bí mật sâu. Anh là bạn của Michelle Hanna và sau đó gia nhập đội Afghanistan của Zacki Blye. Ban đầu, Zacki tin rằng anh ta là nghi phạm của cô, nhưng sau đó cô nhận ra anh ta là một tay nghề lành nghề và sẽ có ích với cô. Trong phần 8, tiết lộ rằng Sabatino đang làm việc như một phần của phe CIA lừa đảo đang cố gắng triệt phá đội NCIS.
- Anslem Richardson trong vai Tahir Khaled, một lãnh chúa địa phương ở Sudan (mùa 3, 7 đến 8): Một tên tội phạm chiến tranh và lãnh chúa, anh ta đã xung đột với các đặc vụ CIA và sau đó là các đặc vụ NCIS Sam Hanna và G. Callen khi họ đi thu thập bằng chứng về cuộc diệt chủng mà anh ta tham gia. Anh ta là kẻ thù không đội trời chung của Sam và bắt đầu âm mưu trả thù khi Sam lấy em gái của anh ta, Jada, từ anh ta. Anh ta là nhân vật phản diện chính của mùa thứ bảy và thứ tám, và sau đó giết chết vợ của Sam, Michelle gần cuối của phần sau. Cuối cùng anh ta tự sát bằng bom trong một nỗ lực cuối cùng (thất bại) để giết Sam.
- Matthew Del Negro trong vai Jack Simon (phần 5, 7): Vị hôn phu cũ của Zack, người bị nghi ngờ là tội phạm chiến tranh được gọi là 'Con ma trắng'. Zacki được giao nhiệm vụ ám sát anh ta trong phần năm của bộ truyện.
- Bar Paly trong vai Anastasia "Anna" Kolcheck, một đặc vụ NCIS tự do (mùa 6 đến nay): Cô con gái ghẻ lạnh của Arkady Kolcheck, cô là một đặc vụ ATF tiềm năng bắt đầu làm nhiệm vụ NCIS trong khi Zacki nghỉ phép. Sau sự trở lại của Zack, Anna bắt đầu mối quan hệ với Callen và gia nhập NCIS với tư cách là Đặc vụ tự do.
- John M. Jackson trong vai A. J. Chegwidden, một Chuẩn Đô đốc đã nghỉ hưu và cựu Tổng chưởng lý của Hải quân (mùa 8 đến nay): Một người tự tin thời chiến của cả Hetty và Granger, Chegwidden phục vụ tại Việt Nam với tư cách là Hải quân. Anh ta giới thiệu lại NCIS theo lệnh của Lange trong một cuộc điều tra về CIA. Jackson trước đây đã xuất hiện với tư cách Chegwidden trong chín mùa của JAG, và trong một tập của NCIS.
- Andrea Bordeaux trong vai Harley Hidoko, Đặc vụ NCIS (mùa 9): Trợ lý điều hành cho EADPAC Mosely. Cô bắt đầu trung thành với ông chủ của mình, nhưng sớm hình thành một tình bạn với phần còn lại của nhóm OSP. Vào cuối mùa thứ chín, Hidoko bị mất tích trong một nhiệm vụ ngoài sách ở Mexico để giải cứu con trai của Mosely, và được tiết lộ là đã bị bắt và giết bởi một kẻ liên minh với chồng cũ của Mosely. Hài cốt của cô được xác định vào cuối buổi ra mắt mùa thứ mười.
- Jeff Kober trong vai Harris Keane (hiện tại 9 mùa): Một người lính phục vụ trong đội ngũ CIA do Hetty và Granger lãnh đạo trong Chiến tranh Việt Nam. Keane bị Việt Cộng bắt và giam cầm trong nhiều thập kỷ cho đến khi anh được đội NCIS LA giải cứu cùng với Hetty.
- Esai Morales trong vai Louis Ochoa, Phó Giám đốc NCIS (phần 10): Ochoa tạm thời nắm quyền chỉ đạo đội trong trường hợp không có Hetty.
- Peter Jacobson trong vai Công tố viên đặc biệt John Rogers (phần 10): Rogers đến văn phòng Los Angeles để điều tra đội, nhưng sớm được kéo vào để giúp họ thực hiện các hoạt động.

## Tập phim
| Mùa | Mùa   | Số tập | Số tập | Phát sóng gốc       | Phát sóng gốc       |
| Mùa | Mùa   | Số tập | Số tập | Phát sóng lần đầu   | Phát sóng lần cuối  |
| --- | ----- | ------ | ------ | ------------------- | ------------------- |
|     | Intro | 2      | 2      | 28 tháng 4 năm 2009 | 5 tháng 5 năm 2009  |
|     | 1     | 24     | 24     | 22 tháng 9 năm 2009 | 25 tháng 5 năm 2010 |
|     | 2     | 24     | 24     | 21 tháng 9 năm 2010 | 17 tháng 5 năm 2011 |
|     | 3     | 24     | 24     | 20 tháng 9 năm 2011 | 15 tháng 5 năm 2012 |
|     | 4     | 24     | 24     | 25 tháng 9 năm 2012 | 14 tháng 5 năm 2013 |
|     | 5     | 24     | 24     | 24 tháng 9 năm 2013 | 13 tháng 5 năm 2014 |
|     | 6     | 24     | 24     | 29 tháng 9 năm 2014 | 18 tháng 5 năm 2015 |
|     | 7     | 24     | 24     | 21 tháng 9 năm 2015 | 2 tháng 5 năm 2016  |
|     | 8     | 24     | 24     | 25 tháng 9 năm 2016 | 14 tháng 5 năm 2017 |
|     | 9     | 24     | 24     | 1 tháng 10 năm 2017 | 20 tháng 5 năm 2018 |
|     | 10    | 24     | 24     | 30 tháng 9 năm 2018 | 19 tháng 5 năm 2019 |

## Phát sóng quốc tế
Ở châu Á, bộ phim phát sóng trên AXN. Ở Anh, bộ phim được công chiếu lần đầu tiên trên Sky 1, với các lần chạy và lặp lại sau đó cũng được phát trên Channel 5. Ở Hà Lan, bộ phim phát sóng trên SBS 6. NCIS: Los Angeles phát sóng trên Network Ten, ONE và TVH!TS (trước đây là TV1) tại Úc. Ở Bồ Đào Nha, bộ phim phát sóng trên FOX. và trên M6 ở Pháp.